# Liste der Einträge im National Register of Historic Places im Martin County (Minnesota)

Lage des Martin County in Minnesota

Die Liste der Einträge im National Register of Historic Places im Martin County in Minnesota führt alle Bauwerke und historischen Stätten im Martin County auf, die in das National Register of Historic Places aufgenommen wurden.

## Legende
| NRHP | Historic Place    |
| HD   | Historic District |

## Aktuelle Einträge
| [ 2 ] | Name                                  | Bild                                  | Eintragsdatum        | Lage                                                                                     | Ort      | Beschreibung                                                              |
| ----- | ------------------------------------- | ------------------------------------- | -------------------- | ---------------------------------------------------------------------------------------- | -------- | ------------------------------------------------------------------------- |
| 1     | Orville P. and Sarah Chubb House      | Orville P. and Sarah Chubb House      | 1995 ID-Nr. 95000616 | 209 Lake Avenue 43° 39′ 13,1″ N, 94° 27′ 55,1″ W                                         | Fairmont | 1867 im Stil des Greek Revival errichtetes Wohnhaus                       |
| 2     | Fairmont Opera House                  | Fairmont Opera House                  | 1980 ID-Nr. 80004530 | Downtown Plaza und Blue Earth Avenue 43° 39′ 7″ N, 94° 27′ 43″ W                         | Fairmont | 1901 errichtetes Theater                                                  |
| 3     | First Church of Christ, Scientist     | First Church of Christ, Scientist     | 1988 ID-Nr. 88000594 | 222 Blue Earth Avenue, East 43° 39′ 7″ N, 94° 27′ 34,7″ W                                | Fairmont | 1898 im Richardsonian Romanesque errichtete Kirche                        |
| 4     | Fox Lake Site                         | Fox Lake Site                         | 1994 ID-Nr. 94000339 | Weber Island im Fox Lake 43° 40′ 40″ N, 94° 43′ 12″ W                                    | Sherburn | Fundstelle von Keramik aus der Zeit zwischen 500 v. Chr. und 1650 n. Chr. |
| 5     | Martin County Courthouse              | Martin County Courthouse              | 1977 ID-Nr. 77000755 | 201 Lake Avenue 43° 39′ 10,6″ N, 94° 27′ 54″ W                                           | Fairmont | 1907 errichtetes Justiz- und Verwaltungsgebäude                           |
| 6     | Sherburn Commercial Historic District | Sherburn Commercial Historic District | 1987 ID-Nr. 87001303 | Main Street, North zwischen Front Street und 2nd Street 43° 39′ 12,5″ N, 94° 43′ 39,2″ W | Sherburn | Zwischen 1898 und 1908 im viktorianischen Stil errichtete Geschäftshäuser |
| 7     | United States Post Office             | United States Post Office             | 2008 ID-Nr. 08000403 | 51-55 Downtown Plaza 43° 39′ 8,4″ N, 94° 27′ 43,4″ W                                     | Fairmont | 1926 im Colonial Revival genannten Baustil errichtetes Postamt            |
| 8     | George Wohlheter House                | George Wohlheter House                | 1975 ID-Nr. 75000994 | 320 Woodland Avenue 43° 38′ 47,7″ N, 94° 28′ 4″ W                                        | Fairmont | 1899 errichtetes Wohnhaus                                                 |